# Тупальский, Андрей Владиславович
Андрей Тупальский (20 июля 1862, Брест-Литовск, Гродненская губерния — 16 апреля 1928, Вильно, Виленское воеводство) — полковник армии Российской Империи, титулярный бригадный генерал Войска Польского.

## Биография
Родился в татарской семье генерала артиллерии Российской армии Владислава (1831-1894).
Окончил кадетский корпус в Пскове, Николаевское кавалерийское училище в Петербурге и там же Михайловское артиллерийское училище. Также окончил Офицерскую артиллерийскую школу в Царском Селе.. С 31 августа 1879 года служил в русской армии, первоначально в 27-й артиллерийской бригаде в Вильнюсе прапорщиком, там же получил звание подпоручика. 21 июня 1904 года ему было присвоено звание подполковника. В дальнейшем стал командиром 5-й батареи 40-й артиллерийской бригады, в составе которой принимал участие в японо-русской войне. Там был ранен 22 февраля 1905 года во время Мукденского сражения. 14 сентября 1906 года был произведен в полковники и вышел в отставку. После начала Первой мировой войны вернулся на службу в российскую армию, командуя тыловыми базами артиллерийского снабжения.
После Февральской революции на съезде военных поляков в Петрограде (7-22 июня 1917 года) стал членом Высшего польского военного комитета и членом его Военной комиссии, которую также поддерживал материально. Затем служил в Первом Польском корпусе в России в звании полковника и был комендантом Легиона подхорунжих и школы подхорунжих этого формирования. С 1917 по 1918 год был делегатом генерала Иосифа Довбора-Мушницкого в Совете Регентства. Затем, в конце 1918 года был командиром бригады Восточных улан в дивизии Люциана Желиговского в Одессе. После возвращения в страну в декабре 1918 года был одним из организаторов воинских частей Самообороны Земли Литовской. Затем — военный комендант Вильнюса. С октября 1920 по июнь 1921 года был председателем Перлюстрационной комиссии 2-й Польской армии. 
Работал делегатом правительства Республики Польша в Вильнюсе (июнь 1921 — февраль 1922). В отставке с 1923 года. 26 октября 1923 года президент Республики Польша Станислав Войцеховский утвердил его в звании титульного бригадного генерала. Входил в состав Наградной комиссии Высшего польского военного комитета. В то же время работал делегатом районного железнодорожного совета Новогрудского воеводства. Позже в 1920-е годы занимал должность президента социальных и благотворительных учреждений. Умер 16 апреля 1928 года в Вильнюсе. Похоронен на Бернардинском кладбище в Вильнюсе.

## Награды
- Орден Святого Станислава 4 класса (1894 год), 2 класса (1905 год), 2 класса с мечами (1906 год)
- Орден Святой Анны 3 класс (1901 год), 2 класс (1916 год)
- Орден Святого Владимира, 4 класс (1915 год)
- Серебряный крест Virtuti militari.
- Крест Независимости (посмертно 3 мая 1932 года)
- Орден Возрождения Польши (2 мая 1923 года)[10]